# Daix
Daix és un municipi francès al departament de la Costa d'Or (regió de Borgonya - Franc Comtat). L'any 2007 tenia 1.411 habitants.

## Demografia

### Població
El 2007 la població de fet de Daix era de 1.411 persones. Hi havia 495 famílies, de les quals 66 eren unipersonals (29 homes vivint sols i 37 dones vivint soles), 202 parelles sense fills, 194 parelles amb fills i 33 famílies monoparentals amb fills.
La població ha evolucionat segons el següent gràfic:

### Habitatges
El 2007 hi havia 525 habitatges, 503 eren l'habitatge principal de la família, 1 era una segona residència i 21 estaven desocupats. 510 eren cases i 13 eren apartaments. Dels 503 habitatges principals, 457 estaven ocupats pels seus propietaris, 43 estaven llogats i ocupats pels llogaters i 2 estaven cedits a títol gratuït; 5 tenien dues cambres, 13 en tenien tres, 59 en tenien quatre i 425 en tenien cinc o més. 457 habitatges disposaven pel capbaix d'una plaça de pàrquing. A 152 habitatges hi havia un automòbil i a 340 n'hi havia dos o més.

### Piràmide de població
La piràmide de població per edats i sexe el 2009 era:
| Homes | Edats   | Dones |
| ----- | ------- | ----- |
| 0     | 95 o +  | 4     |
| 8     | 90 a 94 | 12    |
| 8     | 85 a 89 | 8     |
| 4     | 80 a 84 | 8     |
| 16    | 75 a 79 | 8     |
| 24    | 70 a 74 | 16    |
| 28    | 65 a 69 | 32    |
| 32    | 60 a 64 | 28    |
| 52    | 55 a 59 | 40    |
| 36    | 50 a 54 | 48    |
| 76    | 45 a 49 | 60    |
| 100   | 40 a 44 | 88    |
| 24    | 35 a 39 | 80    |
| 24    | 30 a 34 | 20    |
| 12    | 25 a 29 | 24    |
| 40    | 20 a 24 | 24    |
| 92    | 15 a 19 | 68    |
| 56    | 10 a 14 | 68    |
| 56    | 5 a 9   | 84    |
| 48    | 0 a 4   | 16    |

## Economia
El 2007 la població en edat de treballar era de 907 persones, 590 eren actives i 317 eren inactives. De les 590 persones actives 564 estaven ocupades (303 homes i 261 dones) i 26 estaven aturades (12 homes i 14 dones). De les 317 persones inactives 93 estaven jubilades, 160 estaven estudiant i 64 estaven classificades com a «altres inactius».

### Ingressos
El 2009 a Daix hi havia 476 unitats fiscals que integraven 1.366 persones, la mediana anual d'ingressos fiscals per persona era de 31.319 €.

### Activitats econòmiques
Dels 56 establiments que hi havia el 2007, 4 eren d'empreses de fabricació d'altres productes industrials, 7 d'empreses de construcció, 11 d'empreses de comerç i reparació d'automòbils, 5 d'empreses d'hostatgeria i restauració, 2 d'empreses financeres, 9 d'empreses immobiliàries, 10 d'empreses de serveis, 5 d'entitats de l'administració pública i 3 d'empreses classificades com a «altres activitats de serveis».
Dels 8 establiments de servei als particulars que hi havia el 2009, 1 era un paleta, 1 fusteria, 2 restaurants i 4 agències immobiliàries.
Dels 2 establiments comercials que hi havia el 2009, 1 era un hipermercat i 1 una botiga de mobles.
L'any 2000 a Daix hi havia 7 explotacions agrícoles que ocupaven un total de 369 hectàrees.

## Equipaments sanitaris i escolars
El 2009 hi havia 1 escola maternal i 1 escola elemental.

## Poblacions més properes
El següent diagrama mostra les poblacions més properes.